# KranX Productions
KranX Productions — российская компания, занимающаяся разработкой и продюсированием компьютерных игр. Основана Андреем «KranK» Кузьминым, ранее ведущим геймдизайнером компании К-Д ЛАБ.

## История развития
- 2004 год — Андрей Кузьмин уходит из «К-Д ЛАБ» и основывает компанию «KranX Productions», о чём было объявлено в конце декабря данного года. С Андреем ушла часть команды «К-Д ЛАБ». Офис компании находится в городе Калининград.[2]

Основатель, Андрей «KranK» Кузьмин, бывший ведущий разработчик «К-Д ЛАБ»:

Всех нас объединяет несколько вещей. Во-первых, мы любим море, сосны и маленькие тихие европейские города. Во-вторых, мы лучше всех знаем, как нужно делать коммерчески успешные, инновационные, веховые и просто яркие игровые проекты. У нас два основных направления деятельности: мы делаем свои игры и берёмся продюсировать сторонние. Для этого мы применяем новейшие и древнейшие технологии планирования и коммуникаций, творческое мышление, чистый морской воздух и чай мате.

- 2005 год — компания лицензировала у шведской компании Meqon Research AB физический движок Meqon.
- 2006 год — KranX Productions продюсирует проект Не время для драконов по одноимённому роману Сергея Лукьяненко и Ника Перумова.
- 2007 год — компания выпустила казуальный проект Нямстеры. На КРИ-2007 проект получил премию в номинации «Лучший игровой дизайн»[3].
- 2008 год — компания выпускает казуальную игру Музаик (приз Exellence in Design на IGF 2009)[4][5], казуальную игру Monster Mash, продюсирует игру Правда о девятой роте.
- 2009 год — компания выпускает казуальную инди-игру Hammerfight.
- 2011 год — компания выпускает King’s Bounty: Legions, пошаговую стратегическую игру по всемирно известной игровой вселенной King’s Bounty.[6][7]
- 2014 год — портирование игры Вангеры под современные операционные системы, включая Windows, Mac и Linux. Релиз состоялся в сервисе Steam.
- 12 марта 2016 — публикация исходного кода движка Вангеров под GNU GPL v3 в корпоративном GitHub-аккаунте[8] (репозиторий находится под контролем сообщества, продолжающего разработку).
- 5 ноября 2022 — KranK был насмерть сбит автомобилем при переходе проезжей части Ленинского Проспекта в Калининграде[9].